# Микрофильтрация
Микрофильтрация — процесс разделения жидких или газовых смесей от взвешенных частиц диаметром 100-0,1 мкм (микрон). Фильтрация производится на мелкозернистом материале, песок, кварц и т. д., для грубой фильтрации больших частиц. Процесс проводят в тупиковом режиме с регенерацией обратным током жидкости/газа.